# Maigh Cuilinn
Maigh Cuilinn (verengelst ook Moycullen) is een plaats in de Gaeltacht van het Ierse graafschap Galway. Het dorp ligt ten noordwesten van de stad Galway, aan de weg naar Oughterard. In 2011 telde Maigh Cuilinn 1559 inwoners.